# Антродуоденальная манометрия
А́нтродуодена́льная манометри́я (от лат. antrum — пещера, полость тела, в данном контексте область желудка, расположенная недалеко от выхода из него, лат. duodenum — двенадцатиперстная кишка, манометрия — измерение давления) — метод исследования моторики верхних отделов пищеварительного тракта, основанный на одновременной регистрации давления в желудке, двенадцатиперстной и тощей кишках.

## Показания
Показаниями к проведению антродуоденальной манометрии могут являться:
- Диспепсия.
- Боли малой или средней интенсивности в подложечной области, связанные с приемом пищи.
- Обструкции и псевдообструкции тонкого кишечника.
- Язвенная болезнь желудка и двенадцатиперстной кишки вне обострения.
- Гастроэзофагеальная рефлюксная болезнь.
- Нейродермит, склеродермия, системная красная волчанка.

## Техника выполнения антродуоденальной манометрии

### Варианты антродуоденальной манометрии по типу применяемых датчиков
В зависимости от применяемой технологии измерения, рассматриваются три варианта антродуоденальной манометрии: открытым катетером, твердотельным датчиком и баллонографическую.
Антродуоденальная манометрия открытым катетером (в данном контексте синоним: стационарная антродуоденальная манометрия) выполняется c применением водно-перфузионных катетеров с капиллярами, открывающимися в определённых точках (портах) на поверхности катетера. Каждый капилляр соединен с внешним датчиком давления и водяной помпой, которая подает внутрь капилляра стерильную воду со скоростью около 0,5 мл/мин. Изменение давления около порта капилляра через столб воды передается на датчик давления и далее в регистрирующую аппаратуру. Аппаратура для водно-перфузионной технологии должна иметь в своём составе помпу с запасов воды и не может быть носимой пациентом, поэтому такая процедура выполняется только в стационарных условиях. Этот вариант внутриполостной манометрии при исследовании полых органов является наиболее широко распространённым благодаря своей надёжности, простоте и достоверности.
Антродуоденальная манометрия твердотельным датчиком (в данном контексте синоним: амбулаторная антродуоденальная манометрия) выполняется с твердотельными миниатюрными датчиками давления, размещёнными непосредственно на катетере. В этом случае пациент не «привязан» к аппаратуре. Он может, также как, например, при холтеровском мониторировании ЭКГ или суточной pH-метрии покинуть здание клиники и вести обычный образ жизни, пока прибор регистрирует давление в нескольких точках его антродуоденальной зоны. Другим преимуществом твердотельных датчиков является большая простота введения таких катетеров в дуоденоеюнальный переход. Однако твердотельные датчики давления отличаются недолговечностью и дороговизной, что значительно ограничивает их применение.
При баллонографической манометрии в качестве измерительного средства используется вводимый в орган баллон с накачанным воздухом. Однако такой баллон воспринимает помимо внутрипросветного давления в органе, движение стенок. Баллон, кроме того, раздражает механорецепторы желудка и кишечника, затрудняет эвакуацию содержимого органа, может вызывать перистальтику. Всё это существенно искажает нормальное функционирование органа. По перечисленным причинам баллонный метод при антродуоденальной манометрии практически не применяется.

### Технические средства
- Многопросветный водно-перфузионный катетер, имеющий не менее трёх капиллярных каналов (лучше 6—8; чем больше каналов, тем информативнее запись). Вне зависимости от применяемого прибора, в качестве катетера используются специальные одноразовые катетеры западных фирм.
- Прибор регистрации и обработки измеренных результатов — медицинский прибор, измеряющий давление в полостях организма человека по водно-перфузионной технологии, при условии, что он обеспечивает специальные требования процедуры исследования давления в антродуоденальной области:
  - совместимость с катетерами, используемыми в данной процедуре;
  - обязательную перфузию жидкости, препятствующую попаданию содержимого желудочно-кишечного тракта в катетер (если используются водно-перфузионные катетеры);
  - наличие программы обработки результатов измерения давления в антродуоденальной области.

### Порядок выполнения антродуоденальной стационарной манометрии
Процедура предполагает 4-часовое исследование натощак и 2-часовое после принятия пищи. Натощак записывается несколько циклов мигрирующего моторного комплекса. Когда полученной информации о ММК становится достаточно, пациенту дают завтрак и исследование продолжается.
Процедура проводится следующим образом:
- Пациент ложится на правый бок, колени согнуты.
- Манометрический катетер вводится пациенту через нос. Для мягких водно-перфузионных катетеров может потребоваться использование проволочных направителей. Направляемый катетер или дуоденоскоп может понадобится для прохождения катетером угла Трейтца (остроугольного перехода из двенадцатиперстной кишки в тощую).
- Для контроля правильности установки катетера применяется рентгеноскопия.
- При исследовании антродуоденальной зоны один или два измерительных порта позиционируют в антральном отделе желудка, один или несколько (исходя из наличия) измерительных портов — в двенадцатиперстной кишке, дистальный (самый крайний) порт — в зоне связки Трейтца. При исследовании тонкого кишечника средний измерительный порт катетера позиционируется в зоне связки Трейтца.
- Пациент укладывается в комфортную позу. Желательно, чтобы пациент был чем-то занят: чтением книги, просмотром журналов и т. п.
- Возможно применение провокационных тестов с внутривенной инфузией эритромицина или подкожной инъекцией октреотида.[1] Введение эритромицина вызывает рост двигательной активности. Отсутствие стимулирующего эффекта эритромицина или других прокинетиков является значимым критерием.[4]

## Исследуемые характеристики

### Мигрирующий моторный комплекс
В межпищеварительный период, натощак, сократительная активность желудка и тонкой кишки представлена так называемым мигрирующим моторным комплексом (ММК) — циклической, стереотипно повторяющейся последовательности фаз покоя и активности гладкой мускулатуры желудка и кишечника. Общая продолжительность цикла приблизительно от 90 до 120 минут. Первая фаза — фаза покоя длится 45-60 минут, вторая — фаза нарастающей активности — 30-45 минут, третья — фаза ритмических активных сокращений — 2-12 минут.

### Медленные волны потенциалов и частоты сокращений органов ЖКТ
Частота ритмических сокращений в III-ю фазу ММК определяется медленными волнами потенциалов, распространяющимися по гладкомышечной мускулатуре органов пищеварительного тракта. Сами медленные волны не вызывают сокращения органов, однако частота медленных волн задаёт максимальную частоту сокращений гладких мышц органа и, таким образом, определяет частоту ритмических сокращений во время III-й фазы ММК. Ритм медленных волн задаётся особыми клетками-пейсмейкерами, в качестве которых выступают интерстициальные клетки Кахаля. Частотные и другие характеристики медленных волн отличаются устойчивостью, при этом они различны в разных отделах ЖКТ. Средняя частота медленных волн в желудке — около 3 циклов в минуту, в двенадцатиперстной кишке — 10-12 циклов в минуту, в тощей кишке — 9—12 циклов в минуту, в подвздошной — 6—8 циклов в минуту.

## Анализ результатов исследования
При анализе записанных данных важно следующее характеристики:
- периодичность смены фаз мигрирующего моторного комплекса;
- продолжительность цикла мигрирующего моторного комплекса, соотношение фаз покоя и активности (в норме 1:1 — 1:1,5);
- частота ритмических сокращений желудка и двенадцатиперстной кишки (в III-й фазе МКК) их отклонения от нормальных значений (2-4 цикла в минуту и 10-12 циклов в минуту, соответственно);
- изменение продолжительности МКК после приёма и пищи и время возврата МКК к виду, соответствующему межпищеварительному периоду.

## Особенности антродуоденальной манометрии у детей

### Процедура
- Пациент, в зависимости от возраста, не должен принимать пищу в течение 3—5 часов до исследования.
- Ребёнок, желательно, должен быть разбужен утром, по крайней мере за 5-6 часов до начала исследования, чтобы во время процедуры он мог вздремнуть.
- Катетер должен мягким и тонким; для детей младше 6 месяцев применяется катетер диаметром менее 2 мм.
- Используются, в основном, водно-перфузионные катетеры, так как катетеры с твердотельными датчиками недостаточно гибки.

### Анализ измерений
При анализе результатов измерений наиболее важны следующие характеристики:
- частота и структура мигрирующих моторных комплексов;
- скорость распространения ММК;
- уменьшение или приостановка ММК, как реакция на приём пищи.

При анализе необходимо учитывать особенности детского организма.